# Daño moral
El daño moral se refiere a un daño a la conciencia moral y los valores de un individuo como resultado de un acto de transgresión moral percibida, que produce profunda culpa y vergüenza emocional, y en algunos casos también un sentimiento de traición, ira y profunda "desorientación moral".
El concepto de daño moral, tal como lo define Zannoni en términos generales, se refiere a la disminución o afectación de intereses no relacionados con el patrimonio, causada por un evento perjudicial, es decir, por un acto o hecho ilícito.
En el contexto legal español, no se encuentra una definición precisa de daño moral. Sin embargo, la jurisprudencia ha reconocido este concepto en relación con el dolor o sufrimiento experimentado por una persona como resultado de ser víctima de un delito. El Tribunal Supremo ha establecido que los daños morales pueden surgir incluso debido a la carga emocional que el delito pueda tener para la víctima.
En el contexto legal español, no se encuentra una definición precisa de daño moral. Sin embargo, la jurisprudencia ha reconocido este concepto en relación con el dolor o sufrimiento experimentado por una persona como resultado de ser víctima de un delito. El Tribunal Supremo ha establecido que los daños morales pueden surgir incluso debido a la carga emocional que el delito pueda tener para la víctima.
La solicitud de compensación por daños morales puede surgir en contextos de responsabilidad contractual,extracontractual o por negligencia. Por lo general, se presenta en conjunto con reclamaciones por daños patrimoniales que puedan haber ocurrido. Sin embargo, también es posible solicitar únicamente la compensación por daños morales si no ha habido daños materiales.

## Definición
El concepto de daño moral enfatiza los aspectos psicológicos, sociales, culturales y espirituales del trauma.  diferencia de la psicopatología , la lesión moral es una respuesta humana normal a un evento traumático anormal. Según el Departamento de Asuntos de Veteranos de EE. UU. , el concepto se utiliza en la literatura con respecto a la salud mental de los veteranos militares que han presenciado o perpetrado un acto de combate que transgredió sus profundas creencias y expectativas morales.

## Conceptos de daño moral
La pregunta debatida extensamente por expertos legales y casos judiciales ha sido si las entidades legales pueden experimentar daños morales. Para entender esto, es crucial referirse a otro principio legal clásico y complejo en la responsabilidad legal, es decir, la noción de "daño moral", según la definición amplia proporcionada por Zannoni como la disminución o perjuicio a intereses no monetarios causados por un evento perjudicial, es decir, por una acción o hecho ilegal. Aunque nunca hemos tenido una definición clara de qué constituye exactamente el daño moral, comúnmente se ha abordado contrastándolo con el daño patrimonial, una perspectiva establecida por De Cupis.
Basándonos en esta premisa y en la interpretación del concepto de "daño moral", las respuestas a la pregunta sobre que es el daño moral han sido variadas y contradictorias. En este contexto, es importante distinguir principalmente entre dos corrientes doctrinales:
sufrimiento o dolor (una noción subjetiva). Según esta corriente doctrinal, las personas jurídicas no pueden ser consideradas titulares del derecho al honor, ya que carecen de una dimensión psicológica y, por lo tanto, no pueden experimentar ofensas ni sufrir daños morales. En resumen, argumentan que las personas jurídicas no poseen el derecho al honor como parte de los derechos de la personalidad.
reputación. Esta corriente entiende que las personas jurídicas pueden ser titulares del derecho al honor en términos de buen nombre o reputación.

## Desarrollo histórico
En 1984, el término angustia moral fue conceptualizado por primera vez por el filósofo Andrew Jameton en su libro sobre temas de enfermería, "Práctica de enfermería: los problemas médicos". Escribió que "la angustia moral surge cuando uno sabe lo que hay que hacer, pero las restricciones institucionales hacen que sea casi imposible seguir el curso de acción correcto".
En la década de 1990, el término daño moral fue acuñado por el psiquiatra Jonathan Shay y sus colegas basándose en numerosas narraciones presentadas por pacientes militares / veteranos dada su percepción de injusticia como resultado de la mala práctica del liderazgo. La definición de daño moral de Shay tenía tres componentes: 'El daño moral está presente cuando (1) ha habido una traición de lo que es moralmente correcto, (2) por alguien que tiene autoridad legítima y 3i) en una situación de alto riesgo. A partir de 2002, Shay definió el daño moral como el resultado de la "traición de 'lo correcto' en una situación de alto riesgo por parte de alguien que tiene el poder".
En 2009, el término 'daño moral'  fue modificado por Brett Litz y sus colegas como "perpetrar, no prevenir o dar testimonio de actos que transgreden creencias y expectativas morales profundamente arraigadas que pueden ser perjudiciales a largo plazo, emocionalmente, psicológica, conductual, espiritual y socialmente "(2009, p. 695). Según Litz et al, el término daño moral se había desarrollado en respuesta a la insuficiencia de los diagnósticos de salud mental, por ejemplo, trastorno de estrés postraumático , para encapsular la angustia moral que los miembros del servicio estaban experimentando después de regresar a casa de la guerra. A diferencia del enfoque del TEPT en los síntomas relacionados con el miedo, la lesión moral se centra en los síntomas relacionados con la culpa, la vergüenza, la ira y el asco. La vergüenza que enfrentan muchas personas como resultado de una lesión moral puede predecir síntomas de trastorno de estrés postraumático.
En 2011, con la incapacidad de los diagnósticos actuales para explicar la angustia moral , la investigación comenzó a encapsular el conflicto moral en los guerreros.
A partir de 2017, no existen revisiones sistemáticas o metanálisis sobre la construcción del daño moral, aunque se ha realizado una revisión de la literatura de las diversas definiciones desde el inicio del daño moral.

### Desarrollo histórico en España
En los países de Europa continental, se ha abordado el tema de los daños morales de manera diversa. España se distingue por su enfoque aplicado en este ámbito. Esto significa que hay un reconocimiento de la existencia y la importancia de los daños morales en el sistema de responsabilidad civil, y se han establecido medidas para garantizar su protección. La jurisprudencia, al igual que en Francia, ha desempeñado un papel crucial en el desarrollo de esta figura, interpretando las disposiciones legales generales de responsabilidad y aplicándolas a todos los casos que se presentan. El ámbito doctrinal ha producido numerosos estudios sobre el tema, especialmente en lo que respecta al manejo de la compensación, dada su naturaleza delicada y compleja. También se han identificado los antecedentes históricos y los fundamentos para el desarrollo adecuado de esta figura, creando así un equilibrio entre la legislación, la jurisprudencia y la doctrina.
En España, la primera demanda civil por compensación se originó a raíz de una sentencia del Tribunal Supremo fechada el 5 de abril de 2016,con la ratificación anterior de la Audiencia de Barcelona.En la sentencia se condenó a Google a pagar una indemnización de 8.000 euros a un individuo afectado. La compensación del daño moral fue debida a la vulneración del derecho a la protección de datos personales del afectado.
Además, el Tribunal Supremo de España ha señalado que este tipo de daño es "subjetivo e indefinido", y su reparación solo puede llevarse a cabo mediante un resarcimiento económico para satisfacer de alguna manera, el daño causado.